# Деволюция в Великобритании

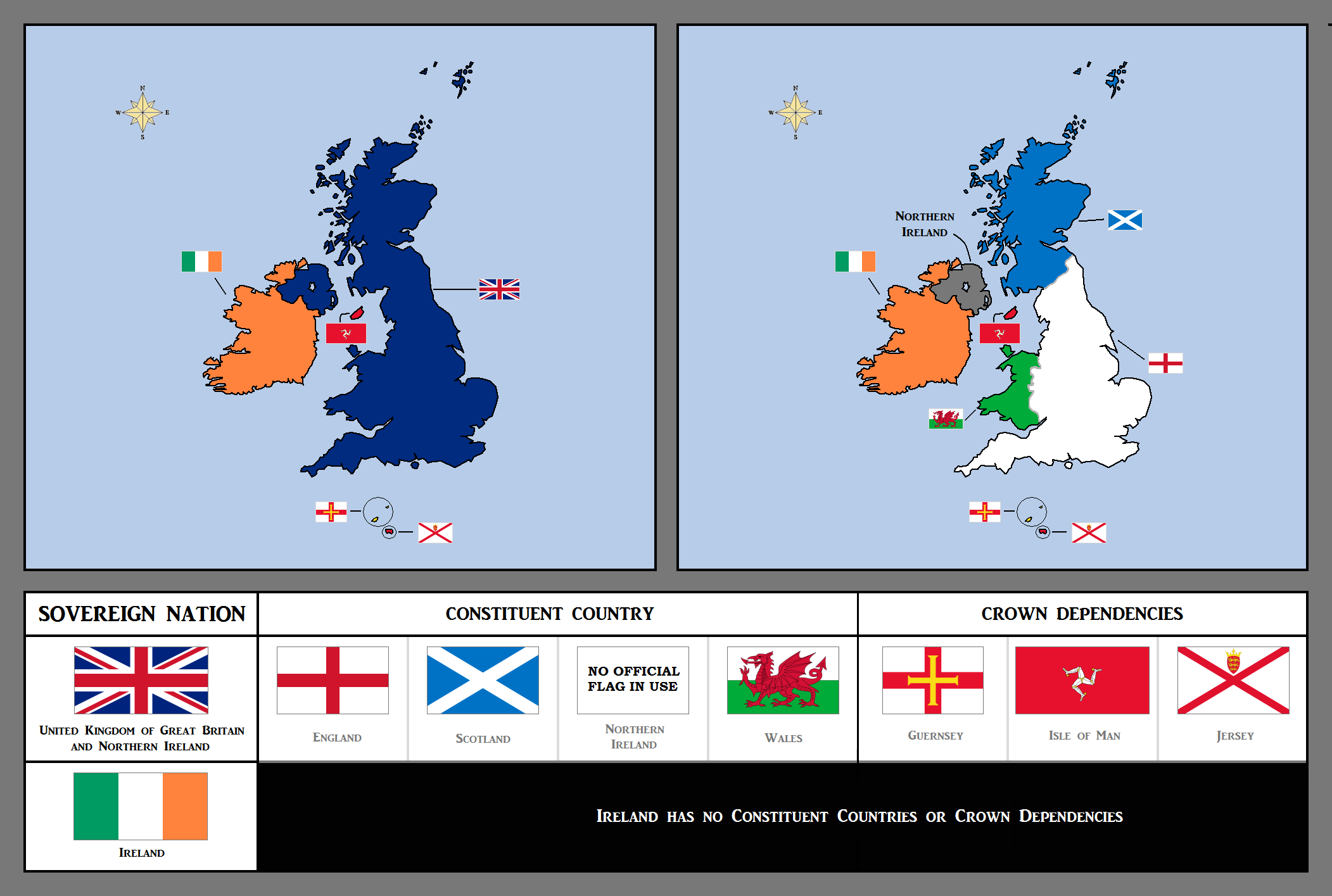
Соединённое Королевство, коронные земли и Республика Ирландия

Деволюция (англ. devolution) — процесс предоставления парламентом Соединённого Королевства в законодательном порядке больших полномочий по самоуправлению парламенту Шотландии, Сенедду (парламенту Уэльса), Ассамблее Северной Ирландии и Лондонской ассамблее, а также их соответствующим исполнительным органам: правительству Шотландии, правительству Уэльса, Исполнительной власти Северной Ирландии и в Англии — администрации Большого Лондона и объединённым органам власти.
Деволюция имеет сходные черты с процессом политической децентрализации органов власти в других государствах. По своему определению, деволюция отличается от федерализма тем, что делегированные полномочия субнационального органа, в конечном счёте, остаются в центральных органах власти и, таким образом, государство остаётся, де-юре, унитарным государством .  В Великобритании, где отсутствует писаная конституция, в соответствии с доктриной XIX в. о «верховенстве Парламента», изначально предполагалось, что законодательство, создающее делегированные парламенты или ассамблеи, может быть отменено или изменено Парламентом Великобритании так же, как и любой другой его закон . Однако, на практике стало очевидно, что,  согласно доктрине разделения властей, интерпретация правового акта и его норм на предмет законности (непосредственно перед применением) находится в исключительной компетенции судебной власти, которая может оспорить законодательное решение любого уровня. Таким образом, как отмечают исследователи, в результате деволюции постепенно изменилась сама властная модель государства и осуществился переход от власти «суверенного Парламента» — к более современному принципу разделения властей. Критики процесса отмечают, что  на современном этапе деволюция характеризуются асимметричностью, половинчатостью, односторонним характером соглашений центра и регионов, отсутствием продуманной и последовательной стратегии деволюции для Королевства в целом.  Случай с разбирательством в 2022 году в Верховном суде Великобритании законности актов Парламента Шотландии  о повторном референдуме о независимости Шотландии является ярким примером правовой казуистики, раскрывшей двойственность и аморфность государственного устройства Великобритании. Парламент Шотландии (в праве Короны) может принимать законы в рамках своей юрисдикции и компетенции (т.к. они не ограничены Актами о Шотландии 1998 или 2016гг.), однако правовое действие этих законов ограничено судебно-экспертной интерпретацией судов высшей юрисдикции (союзного государства).

## История
Процесс децентрализации политической власти в Великобритании проходил через несколько этапов в течение всего ХХ века и ассоциируется с началом распада Британской империи. Движение за «гомруль» и независимость в Ирландии и Шотландии, а также создание доминионов в бывших британских колониях ознаменовало начальный период децентрализации. Второй этап обычно связывают с вступлением Великобритании в ЕС и наделением автономными полномочиями стран, составляющих Соединенное Королевство. Особенно в этом периоде выделяются  референдум о деволюции в Шотландии (1997 г.), Соглашение Страстной пятницы (1998 г.) и референдум о независимости Шотландии 2014 года.
В целом, однако, начавшийся с момента «Брексита» в 2016 году процесс «отката» деволюции, продвигаемый чередой правительств консерваторов, может нанести урон хрупкому балансу разделения властей в квази-унитарном государстве. Так, например, законодательство, принятое после референдума о членстве в ЕС, включая Закон о внутреннем рынке Соединённого Королевства 2020 года, подрывает и ограничивает полномочия делегированных законодательных органов как в Шотландии, так и в Уэльсе.

## Страны Соединённого Королевства

### С делегированным национальным правительством

#### Северная Ирландия

Северная Ирландия на карте Британских островов

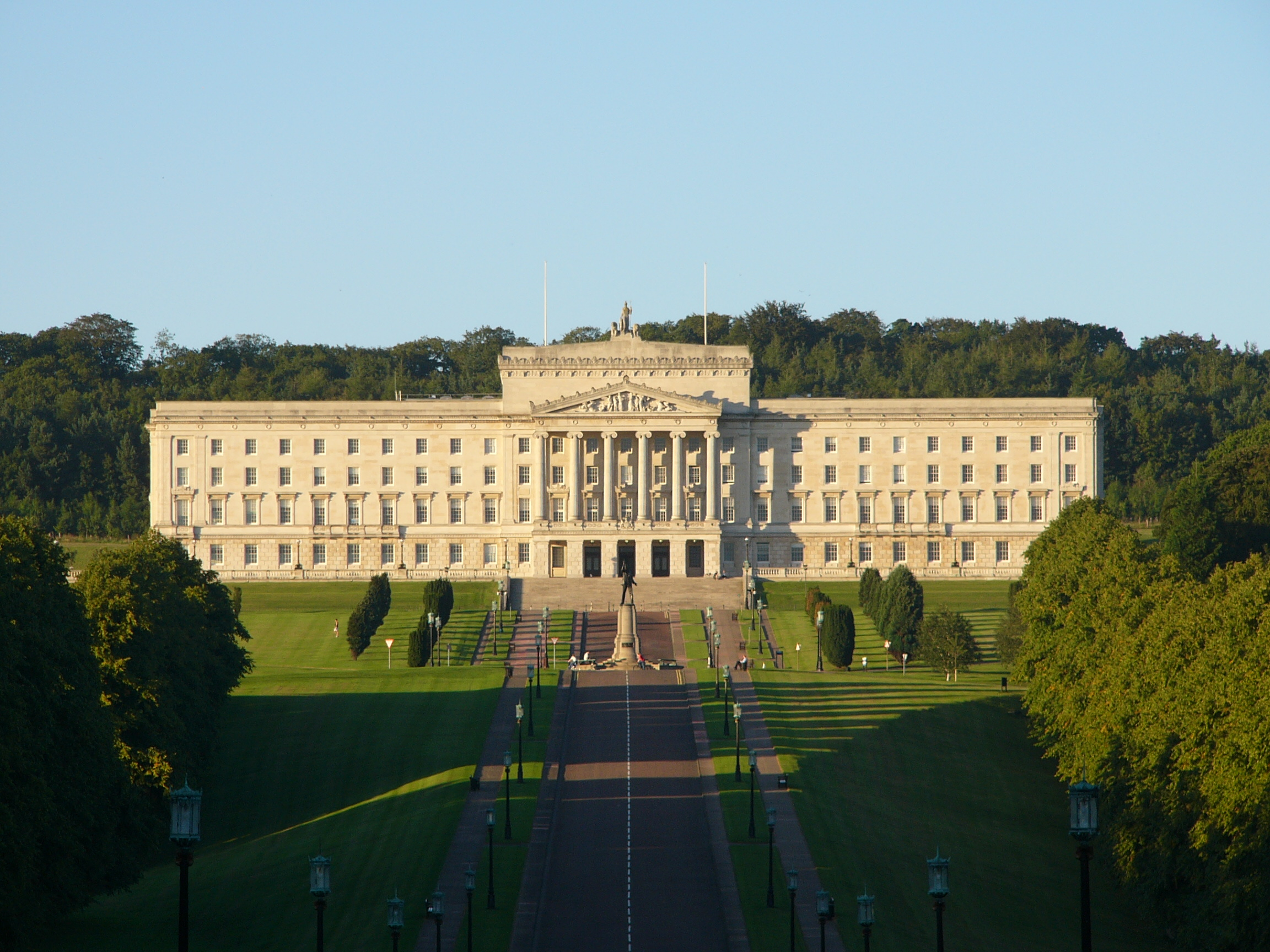
Здание парламента Стормонт, резиденция Ассамблеи Северной Ирландии

Северная Ирландия стала первым составляющим элементом Соединённого Королевства, получившим делегированное управление. Самоуправление вступило в силу для Северной Ирландии в 1921 году в соответствии с Актом о правительстве Ирландии 1920 года ("Четвёртый закон о самоуправлении"). Парламент Северной Ирландии, созданный в соответствии с этим законом, был распущен (сессия завершена) 30 марта 1972 года из-за дестабилизации Северной Ирландии с началом Смуты (конфликта в Северной Ирландии) в конце 1960-х годов. Это произошло после обострения насилия со стороны государственных и парамилитарных организаций в ответ на подавление требований о гражданских правах католиков Северной Ирландии.
Парламент Северной Ирландии был упразднён Актом о Конституции Северной Ирландии 1973 года, который получил королевскую санкцию 19 июля 1973 года. Ассамблея Северной Ирландии была избрана 28 июня 1973 года, и после Соглашения в Саннингдейле 1 января 1974 года была сформирована совместная исполнительная власть Северной Ирландии. Это правительство рухнуло 28 мая 1974 года из-за забастовки Совета рабочих Ольстера. Смута продолжилась.
Конституционная конвенция Северной Ирландии (1975–1976) и вторая Ассамблея Северной Ирландии (1982–1986) не смогли восстановить деволюцию. В отсутствие деволюции и совместного управления правительство Соединённого Королевства и правительство Ирландии официально договорились о сотрудничестве в области безопасности, правосудия и политического прогресса в Англо-ирландском соглашении, подписанном 15 ноября 1985 года. Больший прогресс был достигнут после прекращения огня Временной ИРА в 1994 и 1997 годах.
Белфастское соглашение 1998 года (также известное как Соглашение Страстной пятницы) привело к созданию новой Ассамблеи Северной Ирландии, призванной объединить две общины (националистов и юнионистов) для управления Северной Ирландией. Кроме того, возобновление деволюции в Северной Ирландии было условием сотрудничества между вновь созданной Исполнительной властью Северной Ирландии и правительством Ирландии через новый общенациональный орган — Министерский совет Север-Юг. Также были созданы Британско-ирландский совет, охватывающий всю Британскую островную группу, и Британско-ирландская межправительственная конференция (между правительствами Соединённого Королевства и Ирландии).
С 15 октября 2002 года Ассамблея Северной Ирландии была приостановлена из-за провала мирного процесса в Северной Ирландии, но 13 октября 2006 года правительства Соединённого Королевства и Ирландии объявили о Соглашении Святого Андрея, которое стало «дорожной картой» для восстановления деволюции в Северной Ирландии. 26 марта 2007 года лидер Демократической юнионистской партии (DUP) Иан Пейсли встретился с лидером Шинн Фейн Джерри Адамсом впервые и вместе объявили, что деволюционное правительство вернётся в Северную Ирландию. Исполнительная власть была восстановлена 8 мая 2007 года. Несколько полномочий в области полиции и правосудия были переданы Ассамблее 12 апреля 2010 года.
Ассамблея 2007–2011 годов (третья после Соглашения 1998 года) была распущена 24 марта 2011 года в подготовке к выборам, которые состоялись в четверг, 5 мая 2011 года. Это была первая Ассамблея с момента Соглашения Страстной пятницы, завершившая полный срок полномочий. Пятая Ассамблея собралась в мае 2016 года. Эта ассамблея была распущена 26 января 2017 года, и выборы для уменьшенной Ассамблеи состоялись 2 марта 2017 года, но это не привело к формированию новой Исполнительной власти из-за краха совместного управления. Совместное управление в Северной Ирландии рухнуло из-за скандала с инициативой по возобновляемой тепловой энергии. 11 января 2020 года, после почти трёхлетнего перерыва, партии вновь собрались на основе соглашения, предложенного правительствами Ирландии и Соединённого Королевства. Выборы в седьмую ассамблею состоялись в мае 2022 года. Шинн Фейн стала крупнейшей партией, за которой последовала Демократическая юнионистская партия. Новоизбранная ассамблея собралась впервые 13 мая 2022 года и снова 30 мая. Однако на обоих этих заседаниях DUP отказалась согласовать избрание спикера в знак протеста против Протокола по Северной Ирландии, что означало, что ассамблея не могла продолжать другую деятельность, включая назначение новой Исполнительной власти. 3 февраля 2024 года была сформирована новая Исполнительная власть, что ознаменовало возвращение деволюционного правительства в Северную Ирландию.

#### Шотландия

Шотландия на карте Британских островов

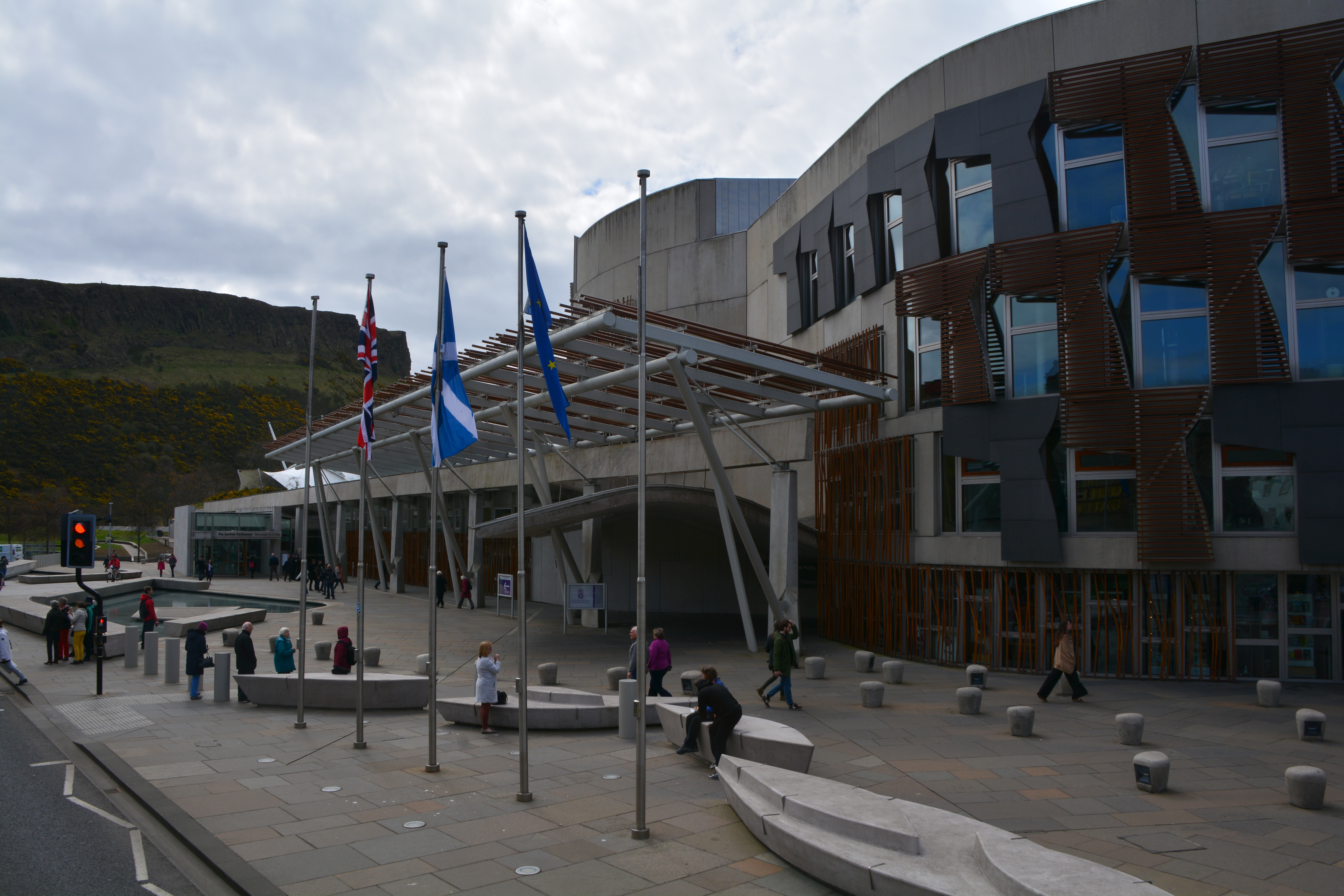
Здание парламента Шотландии, Эдинбург

Акты об унии 1707 года объединил парламенты Шотландии и Англии в единый парламент Великобритании. С тех пор люди и организации выступали за возвращение шотландского парламента. Стремление к самоуправлению для Шотландии впервые приняло конкретную форму в XIX веке, когда требования о самоуправлении в Ирландии сопровождались аналогичными (хотя и не столь широкими) требованиями в Шотландии. Национальная ассоциация за восстановление шотландских прав была основана в 1853 году, будучи близкой к Шотландской юнионистской партии и мотивированной желанием уделять больше внимания шотландским проблемам в ответ на то, что они считали чрезмерным вниманием, уделяемым Ирландии тогдашним либеральным правительством. В 1871 году Уильям Гладстон заявил на собрании в Абердине, что если Ирландии будет предоставлено самоуправление, то то же самое должно применяться и к Шотландии. Законопроект о шотландском самоуправлении был представлен в Вестминстерский парламент в 1913 году, но законодательный процесс был прерван Первой мировой войной.
Требования о политических изменениях в способе управления Шотландией резко изменились в 1920-х годах, когда шотландские националисты начали создавать различные организации. Шотландская национальная лига была основана в 1920 году в поддержку независимости Шотландии, и это движение было заменено в 1928 году созданием Национальной партии Шотландии, которая в 1934 году стала Шотландской национальной партией (SNP). Изначально SNP стремилась только к созданию делегированной шотландской ассамблеи, но в 1942 году они изменили это требование в пользу полной независимости. Это вызвало отставку Джона МакКормика из SNP, и он основал Шотландскую ассоциацию соглашений. Этот орган стал самым значительным движением в пользу создания шотландской ассамблеи, собрав более двух миллионов подписей в конце 1940-х и начале 1950-х годов и привлекая поддержку с разных сторон политического спектра. Однако, без формальных связей с какими-либо политическими партиями, оно угасло, и деволюция и создание ассамблеи были отложены на второй план.
Правительство Лейбористской партии под руководством Гарольда Вильсона создало Королевскую комиссию по конституции в 1969 году, которая представила свой доклад правительству консерваторов Эдварда Хита в 1973 году. Комиссия рекомендовала создать делегированную шотландскую ассамблею, но это не было реализовано. Поддержка SNP достигла 30% на всеобщих выборах в октябре 1974 года, и было избрано 11 депутатов от SNP. В 1978 году правительство лейбористов приняло Акт о Шотландии, который предусматривал создание шотландской ассамблеи при условии, что шотландцы проголосуют за это на референдуме. Однако Лейбористская партия была сильно разделена по вопросу деволюции. Поправка к Акту о Шотландии, предложенная лейбористом Джорджем Каннингемом, который вскоре перешёл в новообразованную Социал-демократическую партию (SDP), требовала, чтобы 40% всего электората проголосовали за ассамблею. Несмотря на официальную поддержку, значительное количество членов Лейбористской партии выступало против создания ассамблеи. Это разделение привело к тому, что был получен лишь незначительный перевес голосов "за", и не удалось достичь порога в 40% по поправке Каннингема. В течение 18 лет правления консерваторов под руководством Маргарет Тэтчер и затем Джона Мейджора было сильное сопротивление любым предложениям о деволюции для Шотландии и Уэльса.
В ответ на доминирование консерваторов в 1989 году была сформирована Шотландская конституционная конвенция, включающая Лейбористскую партию, Либеральных демократов и Шотландскую партию зелёных, местные органы власти и части «гражданской Шотландии», такие как Конгресс профсоюзов Шотландии, Федерация малого бизнеса и Церковь Шотландии, а также другие крупные церкви Шотландии. Её целью было разработать схему для формирования деволюционного урегулирования для Шотландии. SNP решила выйти из конвенции, так как независимость не рассматривалась как конституционная опция. Конвенция представила свой окончательный отчёт в 1995 году. В мае 1997 года лейбористское правительство Тони Блэра было избрано с обещанием создать делегированные институты в Шотландии. В конце 1997 года был проведён референдум, который завершился победой сторонников деволюции. Вновь созданный Шотландский парламент (в результате Акта о Шотландии 1998 года) получил полномочия принимать первичное законодательство во всех областях политики, которые не являются закрепленными за парламентом Соединённого Королевства: такими как национальная оборона и международные дела. Около 76% бюджетных доходов Шотландии и 36% её расходов относятся к областям государственной деятельности, формально закрепленной в полномочиях Парламента Великобритании .  Таким образом, этот факт указывает на то, что, несмотря на деволюцию, реальные полномочия Шотландского парламента по большинству показателей уступают парламентам аналогичных регионов или территорий в федерациях, где региональные и национальные парламенты суверенны в своих сферах юрисдикции. Данные политэкономические реалии не могли не сподвигнуть разные шотландские партии к проведению референдума о независимости в 2014 году. Делегирование полномочий на его проведение было оформлено в этом случае через процесс прямого и временного исключения Короной необходимых прерогатив из списка «зарезервированных» в Акте о Шотландии 1989 года. Провал референдума ещё более обострил противоречия деволюции, которые попытались решить через работу специальной комиссии, предложившей поправки к закону 1998 года, который был во многом дополнен новым Актом о Шотландии 2016 года. Однако, к тому времени Шотландия уже начала ощущать негативные экономические последствия, связанные с выходом Великобритании из ЕС, референдум по которому произошел в том же году. Шотландия, как и Уэльс и Сев. Ирландия проголосовала против выхода из ЕС. Это событие, а также последовавший за ним односторонний отход от принципов деволюции со стороны Вестминстера — обнажил все недостатки неписаной конституции Великобритании и хрупкий баланс между разными уровнями власти, включая Англию, где деволюция не была столь обширной.

#### Уэльс

Уэльс на карте Британских островов

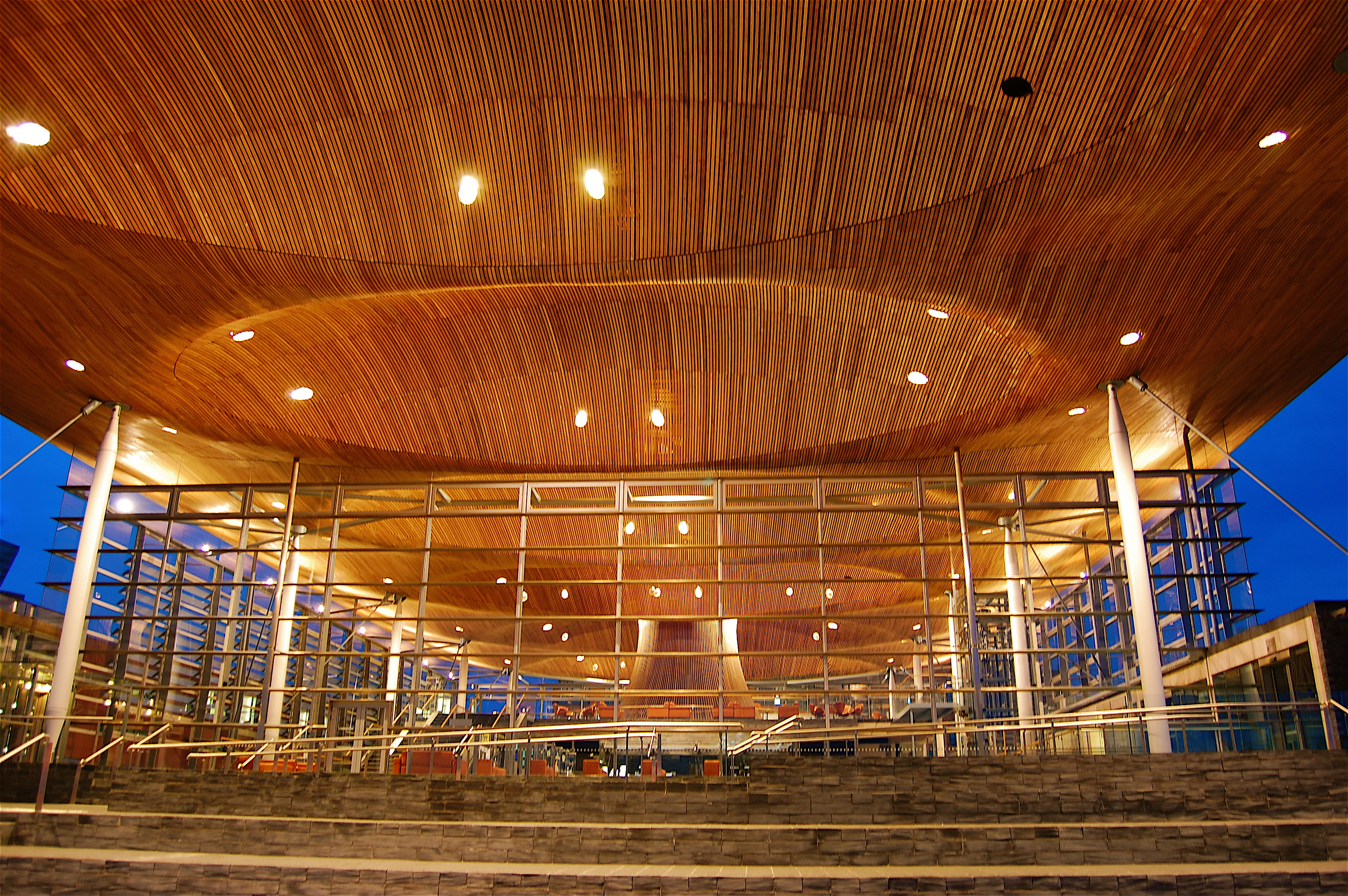
Здание Сенедда, дома Парламента Уэльса

После принятия Законов о Уэльсе 1535–1542 годов Уэльс в юридическом плане рассматривался как часть Англии. Однако в конце XIX и начале XX века идея о самобытности валлийской государственности получила своё признание. В 1881 году был принят Закон о закрытии по воскресеньям (Уэльс) 1881 года, первое подобное законодательство, касающееся исключительно Уэльса. Центральный валлийский совет был создан в 1896 году для инспекции гимназий, учреждённых в соответствии с Законом о среднем образовании в Уэльсе 1889 года, а отдельный валлийский департамент Совета по образованию был образован в 1907 году. В 1912 году был создан Сельскохозяйственный совет Уэльса, а у Министерства сельского хозяйства и рыболовства с 1919 года появился свой валлийский офис.
Несмотря на неудачи таких популярных политических движений, как Cymru Fydd, были созданы ряд национальных институтов, таких как Национальный Эйстедвод (1861), Футбольная ассоциация Уэльса (1876), Регбийный союз Уэльса (1881), Университет Уэльса (1893), Национальная библиотека Уэльса (1911) и Валлийская гвардия (1915). Кампания за отделение Англиканской церкви в Уэльсе, достигнутая принятием Закона о Церкви Уэльса 1914 года, также имела значительное значение в развитии валлийского политического сознания. Партия Plaid Cymru была образована в 1925 году.
Назначенный Совет Уэльса и Монмутшира был создан в 1949 году, чтобы «обеспечить информирование правительства о влиянии его деятельности на общую жизнь народа Уэльса». В совет входили 27 членов, назначенных местными органами власти Уэльса, Университетом Уэльса, Советом Национального Эйстедвода и Валлийским туристическим советом. Кампания за создание валлийского парламента в начале 1950-х годов была поддержана рядом лейбористских депутатов, главным образом из более валлийскоязычных районов, вместе с Либеральной партией и партией Plaid Cymru. Должность министра по валлийским делам была создана в 1951 году, а должность государственного секретаря по делам Уэльса и Офис Уэльса были учреждены в 1964 году, что привело к упразднению Совета Уэльса и Монмутшира.
Постепенное принятие лейбористами идеи об особой валлийской государственности, вероятно, было катализировано в 1966 году, когда президент Plaid Cymru Гвинвор Эванс выиграл дополнительные выборы в Кармартене. В ответ на появление Plaid Cymru и Шотландской национальной партии (SNP) правительство лейбористов под руководством Гарольда Вильсона создало Королевскую комиссию по конституции (комиссия Килбрандона) для расследования конституционных соглашений Соединённого Королевства в 1969 году. Правительство лейбористов 1974–1979 годов предложило создать Валлийскую ассамблею параллельно с предложениями для Шотландии. Эти предложения были отклонены избирателями на референдуме 1979 года: 956,330 голосов против и 243,048 за — 79,7% и 20,3% соответственно при явке 58,8%.
В мае 1997 года лейбористское правительство Тони Блэра было избрано с обещанием создать делегированную ассамблею в Уэльсе; референдум в 1997 году завершился незначительным перевесом голосов "за". Явка составила 50,22%, при этом 559,419 голосов (50,3%) было в пользу и 552,698 (49,7%) против, большинство составило 6,721 (0,6%). Национальная ассамблея Уэльса, в результате Закона о правительстве Уэльса 1998 года, обладает полномочиями определять, как расходуется и управляется бюджет правительства Уэльса. За Законом 1998 года последовал Закон о правительстве Уэльса 2006 года, который создал исполнительный орган — правительство Уэльса, отдельный от законодательного органа, Национальной ассамблеи Уэльса. Он также предоставил Национальной ассамблее некоторые ограниченные законодательные полномочия.
Референдум 1997 года о деволюции был принят лишь с незначительным перевесом, при этом большинство избирателей в бывших промышленных районах Южного Уэльса и валлийскоязычных регионах Западного и Северного Уэльса проголосовали за деволюцию, а большинство избирателей во всех графствах, прилегающих к Англии, а также в Кардиффе и Пембрукшире, отвергли деволюцию. Однако все последние опросы общественного мнения указывают на растущий уровень поддержки дальнейшей деволюции, причём поддержка некоторых полномочий по изменению налогов сейчас пользуется большинством, а поддержка ликвидации Ассамблеи уменьшается.
Референдум о деволюции в Уэльсе 2011 года показал, что большинство из 21 избирательного округа местных органов власти проголосовало за передачу большего количества законодательных полномочий от парламента Соединённого Королевства в Вестминстере Валлийской ассамблее. Явка в Уэльсе составила 35,4%, при этом 517,132 голоса (63,49%) были за увеличение законодательных полномочий и 297,380 (36,51%) против.
Комиссия по деволюции в Уэльсе была создана в октябре 2011 года для рассмотрения дальнейшей передачи полномочий из Лондона. Комиссия выпустила отчёт о деволюции фискальных полномочий в ноябре 2012 года и отчёт о деволюции законодательных полномочий в марте 2014 года. Фискальные рекомендации легли в основу Закона о Уэльсе 2014 года, в то время как большинство законодательных рекомендаций были закреплены в Закона о Уэльсе 2017 года.
6 мая 2020 года Национальная ассамблея была переименована в Сенедд, или Валлийский парламент, с Сенедд в качестве общего названия на обоих языках — валлийском и английском.

### Без делегированного национального правительства

Англия на карте Соединённого Королевства

#### Англия
Англия — единственная страна Соединённого Королевства, не имеющая делегированного парламента или ассамблеи, и дела Англии решаются парламентом в Вестминстере.

##### Предложения
Существуют предложения о создании единого делегированного английского парламента для управления делами Англии в целом. Это предложение поддерживают такие группы, как Английское содружество, Английские демократы и Кампания за английский парламент, а также Шотландская национальная партия и Plaid Cymru, которые обе выражают поддержку большей автономии для всех четырёх наций, стремясь в конечном итоге к распаду Союза. Без собственного делегированного парламента Англия продолжает управляться и регулироваться правительством и парламентом Соединённого Королевства, что вызывает вопрос Уэст-Лотиана. Этот вопрос касается того, что по делегированным вопросам шотландские депутаты продолжают участвовать в принятии законов, которые применяются только к Англии, хотя ни один английский депутат не может принимать законы по этим же вопросам для Шотландии. С момента референдума о независимости Шотландии 2014 года ведётся более широкая дискуссия о принятии федеративной системы в Соединённом Королевстве, при которой каждая из четырёх домашних наций будет иметь свои собственные, равные делегированные законодательные органы и полномочия по принятию законов.
В первые пять лет деволюции для Шотландии и Уэльса поддержка создания английского парламента в Англии была низкой, составляя от 16 до 19 процентов. В то время как опрос общественного мнения 2007 года показал, что 61 процент поддержал бы создание такого парламента, отчёт, основанный на Обзоре социальных установок британцев, опубликованный в декабре 2010 года, свидетельствует о том, что только 29 процентов людей в Англии поддерживают создание английского парламента, хотя эта цифра возросла с 17 процентов в 2007 году. Джон Кертис утверждает, что незначительные признаки увеличения поддержки английского парламента могут представлять собой «форму английского национализма, начинающую появляться среди широкой общественности». Однако Кришан Кумар отмечает, что поддержка мер, гарантирующих, что только английские депутаты могут голосовать по законодательству, применимому только к Англии, обычно выше, чем поддержка создания английского парламента, хотя поддержка обоих вариантов варьируется в зависимости от времени проведения опроса и формулировки вопроса.
В сентябре 2011 года было объявлено, что британское правительство создаст комиссию для изучения вопроса Уэст-Лотиана. В январе 2012 года было объявлено, что эта комиссия из шести членов будет называться Комиссией по последствиям деволюции для Палаты общин, возглавляемой бывшим клерком Палаты общин сэром Уильямом МакКеем, и будет включать по одному представителю от каждой из делегированных стран. Комиссия МакКея представила свой отчёт в марте 2013 года.

##### Английские голоса за английские законы
22 октября 2015 года Палата общин проголосовала за внедрение системы «Английские голоса за английские законы» 312 голосами против 270 после четырёх часов интенсивных дебатов. Поправки к предложенным постоянным приказам, выдвинутые как лейбористами, так и либеральными демократами, были отклонены. Депутаты Шотландской национальной партии раскритиковали эти меры, заявив, что законопроект сделает шотландских депутатов «гражданами второго сорта». Согласно новым процедурам, если спикер Палаты общин определяет, что предложенный законопроект или подзаконный акт исключительно затрагивает Англию, Англию и Уэльс или Англию, Уэльс и Северную Ирландию, то должно быть получено законодательное согласие через Великий законодательный комитет. Этот процесс будет осуществляться при втором чтении законопроекта или акта и в настоящее время проходит испытательный период как попытка ответа на вопрос Уэст-Лотиана. Система «Английские голоса за английские законы» была приостановлена в апреле 2020 года, а в июле 2021 года Палата общин отменила её, вернувшись к предыдущей системе без специального механизма для английских законов.

## Коронные земли

Нормандские острова на карте Британских островов

Остров Мэн на карте Британских островов

Законодательные органы коронных земель не являются делегированными, так как их происхождение предшествует созданию Соединённого Королевства и их привязанности к британской короне, и коронные земли не являются частью Соединённого Королевства. Однако Соединённое Королевство пересмотрело свои формальные отношения с коронными землями с конца XX века.
Коронные земли являются владениями британской короны, в отличие от заморских территорий или колоний Соединённого Королевства. Они включают бейливики Нормандских островов Джерси и Гернси, а также остров Мэн в Ирландском море.
На протяжении нескольких сотен лет у каждого из них была своя собственная законодательная, правительственная и судебная система. Однако, будучи владениями короны, они не являются суверенными государствами и британское правительство несёт ответственность за общее хорошее управление островами и представляет их интересы в международном праве. Акты парламента Соединённого Королевства обычно распространяются на острова только с их конкретного согласия. Каждое из владений представлено в Британско-ирландском совете.
Лорд-канцлер, член правительства Соединённого Королевства, отвечает за отношения между правительством и Нормандскими островами. Всё островное законодательство должно быть утверждено Королём-в-Совете, и лорд-канцлер отвечает за предложение этого законодательства Тайному совету. Он может отказать в предложении островного законодательства или предложить его на утверждение короля.
В 2007–2008 годах каждое коронное владение и Соединённое Королевство подписали соглашения, которые установили рамки для развития международной идентичности каждого коронного владения. Среди пунктов, уточнённых в соглашениях, были следующие:
- Соединённое Королевство не несёт демократической ответственности в коронных владениях и за них, которые управляются собственными демократически избранными собраниями;
- Соединённое Королевство не будет действовать на международной арене от имени коронных владений без предварительных консультаций;
- каждое коронное владение имеет международную идентичность, отличную от Соединённого Королевства;
- Соединённое Королевство поддерживает принцип дальнейшего развития международной идентичности каждого коронного владения;
- Соединённое Королевство признаёт, что интересы каждого коронного владения могут отличаться от интересов Соединённого Королевства, и Соединённое Королевство будет стремиться представлять любые отличающиеся интересы при международной деятельности;
- Соединённое Королевство и каждое коронное владение будут работать вместе, чтобы разрешать или уточнять любые различия, которые могут возникнуть между их соответствующими интересами.

## Компетенции делегированных правительств
В силу отсутствия писаной конституции, а также разнородного процесса становления государственности Соединенного Королевства, Северная Ирландия, Шотландия и Уэльс обладают разными уровнями законодательной, административной и бюджетной автономии. Каждое делегированное правительство имеет исключительные полномочия в определённых областях политики, в то время как в других ответственность разделена, и некоторые области политики не находятся под контролем делегированного правительства. Например, в то время как полиция и уголовное право могут быть в компетенции шотландского правительства, правительство Соединённого Королевства остаётся ответственным за борьбу с терроризмом и координирует борьбу с серьёзными преступлениями через Национальное агентство по борьбе с преступностью (NCA).

### Временная деволюция власти

#### Шотландия
В соответствии с разделом 30 Закона о Шотландии 1998 года, полномочия, зарезервированные за парламентом Соединённого Королевства, могут временно передаваться шотландскому парламенту через так называемый «Указ-в-Совете» (англ., Order-in-council), единолично издаваемый  монархом в порядке коронной привилегии . Королевские указы, оформленные в соответствии с этой процедурой издавались 16 раз с момента создания шотландского парламента в 1997 году, охватывая различные сферы как законотворчества, так и исполнительной власти в Шотландии, включая полномочия проводить референдум о независимости.

### Комментарии
1. ↑  После Англо-ирландского договора 1921 года, который предусматривал (среди прочего) раздел Ирландии, Ирландское Свободное государство Соединённое Королевство одновременно, первоначально как доминион Британской империи (как Австралия, Канада, Новая Зеландия и Южная Африка), а затем стало независимой республикой.